# Reconnaissance de l'iris
 (septembre 2012).
Si vous disposez d'ouvrages ou d'articles de référence ou si vous connaissez des sites web de qualité traitant du thème abordé ici, merci de compléter l'article en donnant les références utiles à sa vérifiabilité et en les liant à la section « Notes et références ».

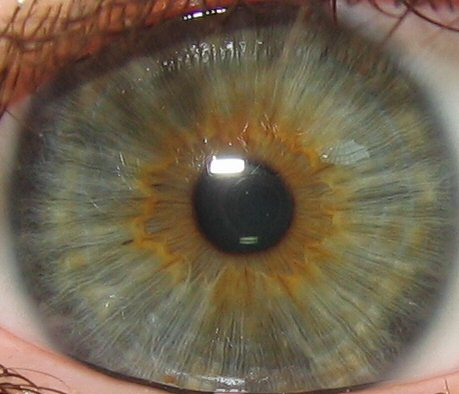
L'œil et l'iris d'un être humain.

La reconnaissance de l'iris est une technique de biométrie permettant de reconnaitre une personne par l'observation de son iris. Il ne faut en aucun cas la confondre avec la rétine, autre moyen biométrique, qui est situé au fond de l'œil.

## L’iris
L'iris est situé dans l’humeur aqueuse, il est entouré par le blanc de l'œil, la pupille est située en son centre, la cornée se trouve devant lui et le cristallin derrière. L'iris correspond à la partie colorée de l'œil et c’est cette partie qui est utilisée en biométrie.
La formation de l'iris pour un œil humain commence au troisième mois de gestation, les structures qui créent les éléments distinctifs sont terminées lors du huitième mois et la pigmentation se poursuit dans les premières années suivant la naissance. La formation de l'iris est chaotique ce qui génère des motifs présentant de fortes variabilités. On recèle environ 244 caractéristiques pour un motif.
En effet, la texture de l’iris ou ce que l’on appelle le motif de l'iris, comprend de nombreuses caractéristiques. Celles les plus souvent utilisées en biométrie, sont la collerette (appelée ainsi car elle forme le dessin d'une collerette autour de la pupille), les taches pigmentaires (comme les taches de rousseur ou les grains de beauté), les cryptes (ce sont de petits creux), la couronne ciliaire (ou zone ciliaire, enchevêtrement de tubes fins formant un petit renflement), les sillons ou la pupille qui eux sont contrôlés suivant leur taille.
Ces éléments de l’iris restent fixe, ils ne varient que très peu durant toute une vie. Chaque motif est stable et unique (la probabilité de similitude est de 1 sur 10 puissance 72). De plus, le motif de l’iris n’est pas d'origine génétique contrairement à la couleur des yeux. Donc deux individus, même s’ils sont parents, peuvent avoir la même couleur mais jamais le même motif. Par ailleurs, les vrais jumeaux non plus ne sont pas confondus, il y a assez de caractéristiques dans l'iris pour que l'on puisse les distinguer.
L'organe iridien est relativement à l’abri des lésions. S’agissant d’un tissu interne, l’iris est protégé par la cornée et l’humeur aqueuse. Étant donné que ces deux barrières sont transparentes, l’iris peut être facilement identifié à plus d’un mètre. On peut donc facilement photographier l'iris, qui n'est pas pourtant exposé à d'éventuels dommages.
Cependant comme l'iris occupe une petite surface, le matériel utilisé actuellement pour l'observer ne permet pas une étude précise au niveau des éléments du motif, seuls les contours macroscopiques sont analysés. Toutefois la précision des capteurs augmente de plus en plus et l’iris est suffisamment varié pour qu’il ne soit pas indispensable de recueillir toutes les informations qu’il contient.

## Historique
L'idée de l'utilisation des caractéristiques de l'iris date des années 1930, lorsqu'un ophtalmologiste américain avait remarqué que les iris semblaient tous différents. Cette observation a été confirmée scientifiquement par la suite.

## Capture de l'image d’un iris

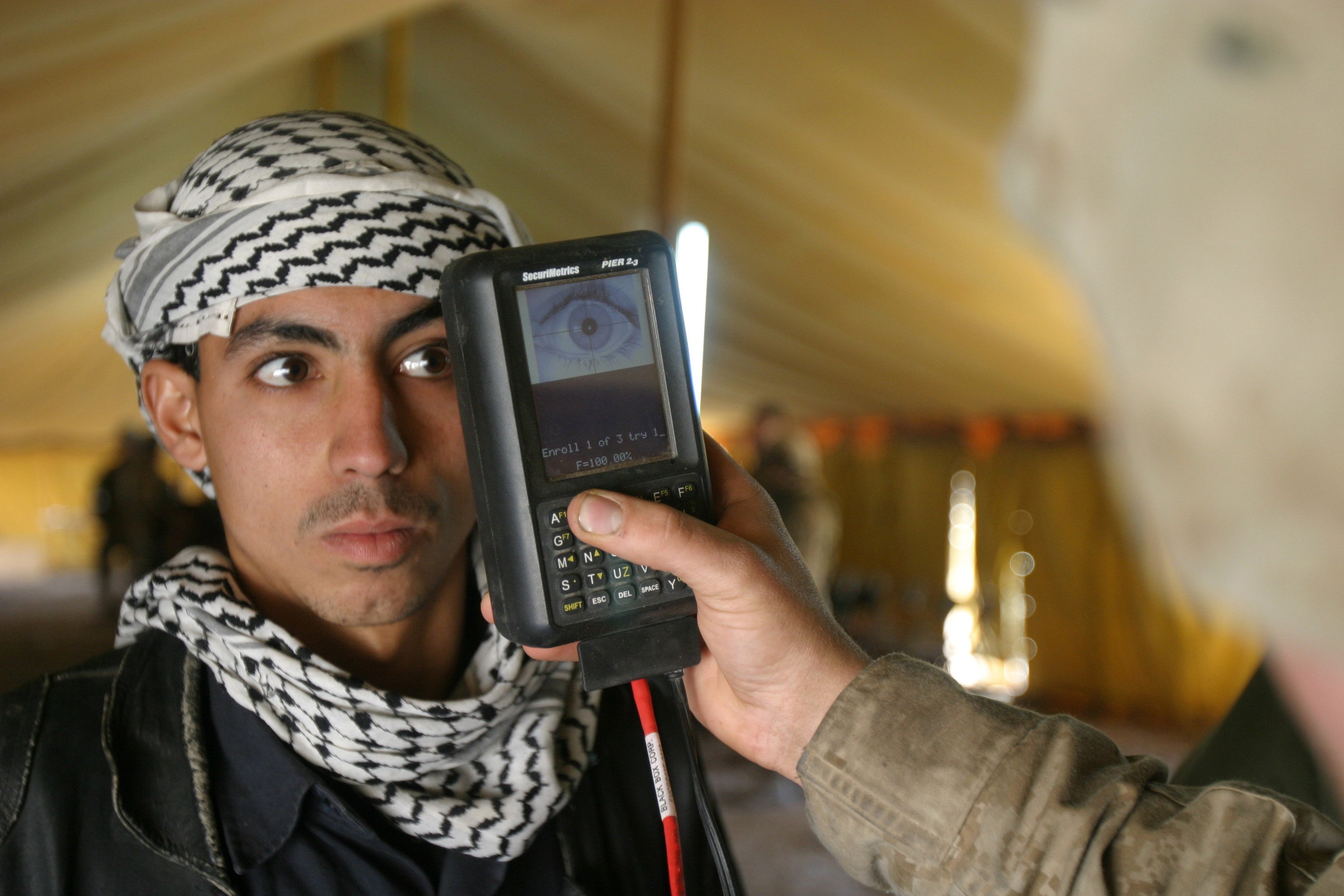
Scan d'iris à Falloujah, Irak, en 2005.

L’utilisateur doit fixer l’objectif d'une caméra numérique qui balaie l’iris d’une personne d’une distance de 30 à 60 cm, et acquiert directement son dessin. Elle le compare ensuite à un fichier informatisé d’identification personnelle (les systèmes de comparaison en usage aujourd’hui sont en mesure de fouiller une banque de données à la vitesse de plusieurs millions de codes iridiens par seconde)[réf. nécessaire].
Or, l'iris est un organe sensible, sa taille est petite et il est obscurci par les cils, les paupières ou les lentilles de contact. De plus, elle est variable et les utilisateurs ont tendance à bouger. Il est donc assez difficile d'avoir une bonne image de l'iris, il faut que ce soit rapide, précis et qu'il n'y ait pas de lumière pouvant se refléter sur l’œil.
La prise de vue de l'iris est effectuée le plus souvent par une caméra (caméra CCD monochrome 640 × 480) employée avec une source de lumière de longueur d’onde comprise entre 700 et 900 nm, invisible pour les humains.
D’autres systèmes emploient une caméra à large vision qui permet la localisation des yeux sur le visage, puis une autre caméra avec une vision étroite prend des images des yeux (il y a une plus grande résolution) avec un capteur classique et un objectif macro. Les différentes contraintes, en particulier de l'éclairage, impose une proximité entre le capteur et l’œil (30 à 60 cm), car plus l’œil est éloigné plus il y a de problèmes. Il faut également tenir compte des reflets ponctuels, de la non uniformité de l’éclairage, et des images de l’environnement qui se reflètent sur l’iris. On utilise alors un éclairage artificiel (diodes DEL) infrarouge, tout en atténuant le plus possible l’éclairage ambiant.
Pour le traitement numérique, la méthode employée est celle de John Daugman (en). Après la numérisation de l’image de l’œil, le logiciel détermine le centre de la pupille et le contour de l’iris. Puis sur ces deux données le logiciel établit des bandes de tailles égales (la taille varie selon la dilatation de la pupille) pour former un fichier « gabarit », à partir de l’analyse de la texture de l’iris. Le fichier formé est un code iridien accompli grâce à l'algorithme de Daugman.

## Implementation
Le Galaxy Note 7, le Galaxy S8, le Galaxy Note 8 et le Galaxy Note 9 de Samsung sont quatre smartphone/phablette équipés d'un système de reconnaissance d'iris.
Au Canada, le programme de voyageurs dignes de confiance Nexus utilise la technologie de reconnaissance de l'iris pour confirmer l'identité du voyageur aux postes de déclaration libre-service automatisés.
Google utilise la technologie de reconnaissance de l'iris pour contrôler l'accès aux centres de données.